# Gregorio di Cecco
Gregorio di Cecco (XIV secolo – XV secolo) è stato un pittore italiano documentato a Siena tra il 1389 ed il 1423.

## Biografia

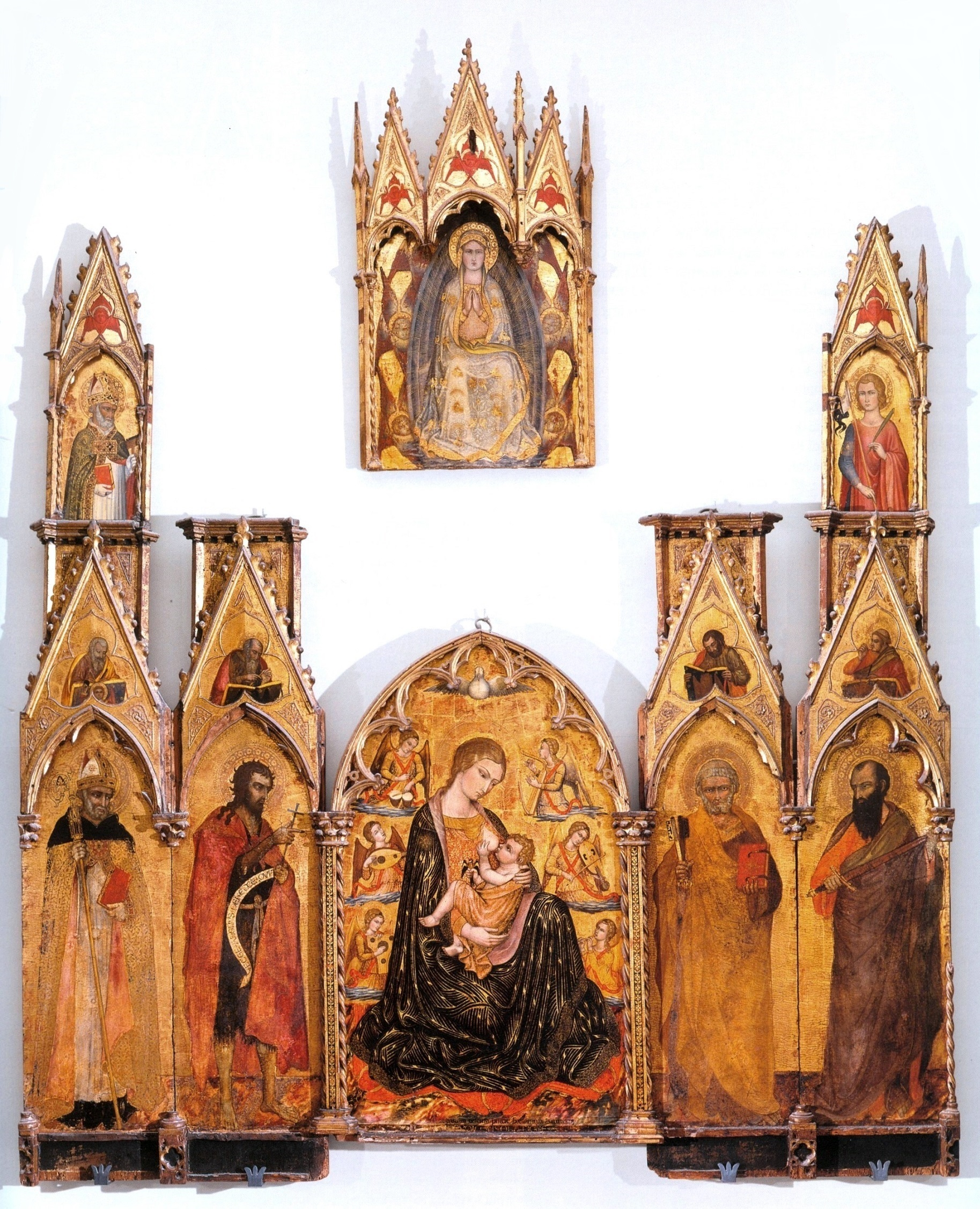
Madonna dell'Umiltà, Museo dell'Opera del Duomo, Siena

Fu figlio adottivo di Taddeo di Bartolo, col quale firmò nel 1420 un polittico ora perduto. Del 1423 è la Madonna dell'Umiltà e Santi, sua unica opera firmata, ora conservata nell'Opera del Duomo di Siena, in precedenza sull'altare dei Tolomei; mentre la cuspide raffigurante l'Angelo Annunciante si trova a Torino in una collezione privata.
Sono inoltre riferibili a lui, fra l'altro, una Natività della Vergine, della Pinacoteca Vaticana di Roma, uno Sposalizio della Vergine della National Gallery di Londra ed una Crocefissione dell'Opera del Duomo di Siena, tutti pertinenti ad un medesimo polittico. Il suo gusto per gli effetti naturalistici sembra preludere, secondo Roberto Longhi, al Sassetta e al Maestro dell'Osservanza.